# ماهی تن دندان‌سگی
ماهی تُن دندان‌سگی (انگلیسی: Dogtooth tuna) یک ماهی دریایی لُجه‌زی (پلاژیک) است از خانواده تن‌ماهیان.